# Skibinge Sogn
Skibinge Sogn er et sogn i Stege-Vordingborg Provsti (Roskilde Stift).
I 1800-tallet var Skibinge Sogn anneks til Præstø Sogn, som lå i Præstø Købstad. Skibinge Sogn og Præstø Sogns landdistrikt var  sognekommuner under Bårse Herred i Præstø Amt. Ved kommunalreformen i 1970 blev de to sognekommuner indlemmet i Præstø Kommune, som Præstø Købstad var kernen i. Den indgik ved strukturreformen i 2007 i Vordingborg Kommune.
I Skibinge Sogn ligger Skibinge Kirke.
I sognet findes følgende autoriserede stednavne:
- Bækkegårde (bebyggelse)
- Egebjerg (bebyggelse, ejerlav)
- Endegårde (bebyggelse, ejerlav)
- Lundegård (bebyggelse)
- Næbbet (areal)
- Rosagre (bebyggelse)
- Rævsvænge (areal)
- Skibinge (bebyggelse, ejerlav)
- Skibinge Hestehave (bebyggelse)
- Smidstrup Hovgårde (bebyggelse, ejerlav)
- Tubæk (bebyggelse)
- Vægtervejen (bebyggelse)
- Øen Skovhuse (bebyggelse, ejerlav)